# Alicja Grześkowiak
Alicja Grześkowiak (Svirzh, 10 de junho de 1941) é uma advogada, professora, jurista e política polonesa que foi senadora e presidenta do Senado da Polônia (em polonês/polaco:  Marszałek Senatu Rzeczypospolitej Polskiej) de 21 de outubro de 1997 a 18 de outubro de 2001.

## Biografia
Filha de Eugeniusz e Adelajda Bautro, nasceu Alicja Bautro, em 10 de junho de 1041, em Svirzh, Oblast de Lviv — na época pertencente ao Governadorado Geral da Região Polonesa Ocupada (1939–1945). Se formou em direito pela Universidade Nicolau Copérnico de Toruń, em 1971, e seguiu com um estágio na Universidade de Roma "La Sapienza". Em 1990, tornou-se professora na Universidade Católica de Lublin. No ano seguinte, retornou à Universidade Nicolau Copérnico como professora e também permaneceu na Universidade Católica, lecionando no departamento jurídico até 2010.
De 1968 a 1985, pertenceu ao Partido Democrático (em polonês/polaco:  Stronnictwo Demokratyczne, SD). Juntou-se, em 1980, ao Solidarność — sindicato polaco fundado em 17 de setembro de 1980, sendo originariamente liderada por Lech Wałęsa — e concentrou-se em representar estudantes e trabalhadores que foram reprimidos sob o regime comunista e recebeu a Cruz da Liberdade e da Solidariedade, em 2017, por seus esforços. Foi eleita para o Senado da Polônia como membro do Comitê de Cidadãos Solidários, em 1989. Serviu como delegada da Polônia no Conselho da Europa e serviu como vice-presidenta do Grupo dos Democratas Cristãos no conselho. Foi reeleita para o Senado, em 1991 e 1993. Durante os seus três primeiros mandatos, serviu na Comissão Constitucional e na Comissão dos Direitos Humanos e do Estado de Direito, e foi vice-presidenta do Senado no seu segundo mandato.

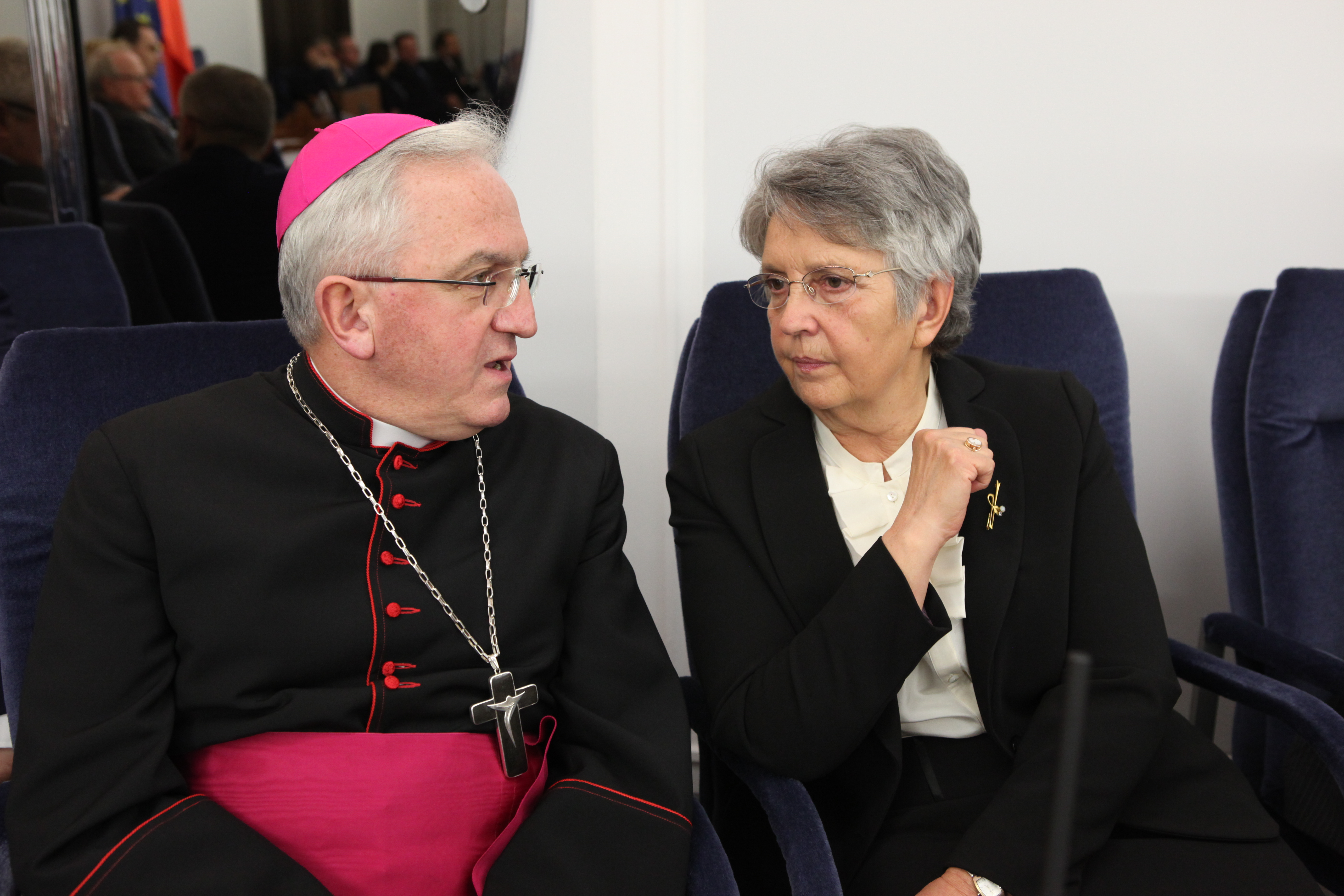
Com o núncio apostólico na Polônia, Celestino Migliore, durante a 1.ª reunião do Senado, em 2015.

Em 1997, foi reeleita para um quarto mandato no Senado e nomeada presidente do Senado. Após o término do mandato, em 2001, optou por não se candidatar novamente, concentrando-se em suas funções consultivas e acadêmicas. Também atuou como conselheira da Pontifícia Academia para a Vida e do Pontifício Conselho para a Família.

## Prêmios
Em 1995, recebeu um doutorado Honoris causa da Academia de Teologia Católica de Varsóvia e, em 1999, da Universidade Livre Internacional da Moldávia, em Quixinau, e do Holy Family College, na Filadélfia. Em 2001, recebeu o título de cidadania honorária de Stalowa Wola. Também foi a vencedora do título de "Personalidade do Ano" concedido pela Gazeta Polska.

## Condecorações e distinções

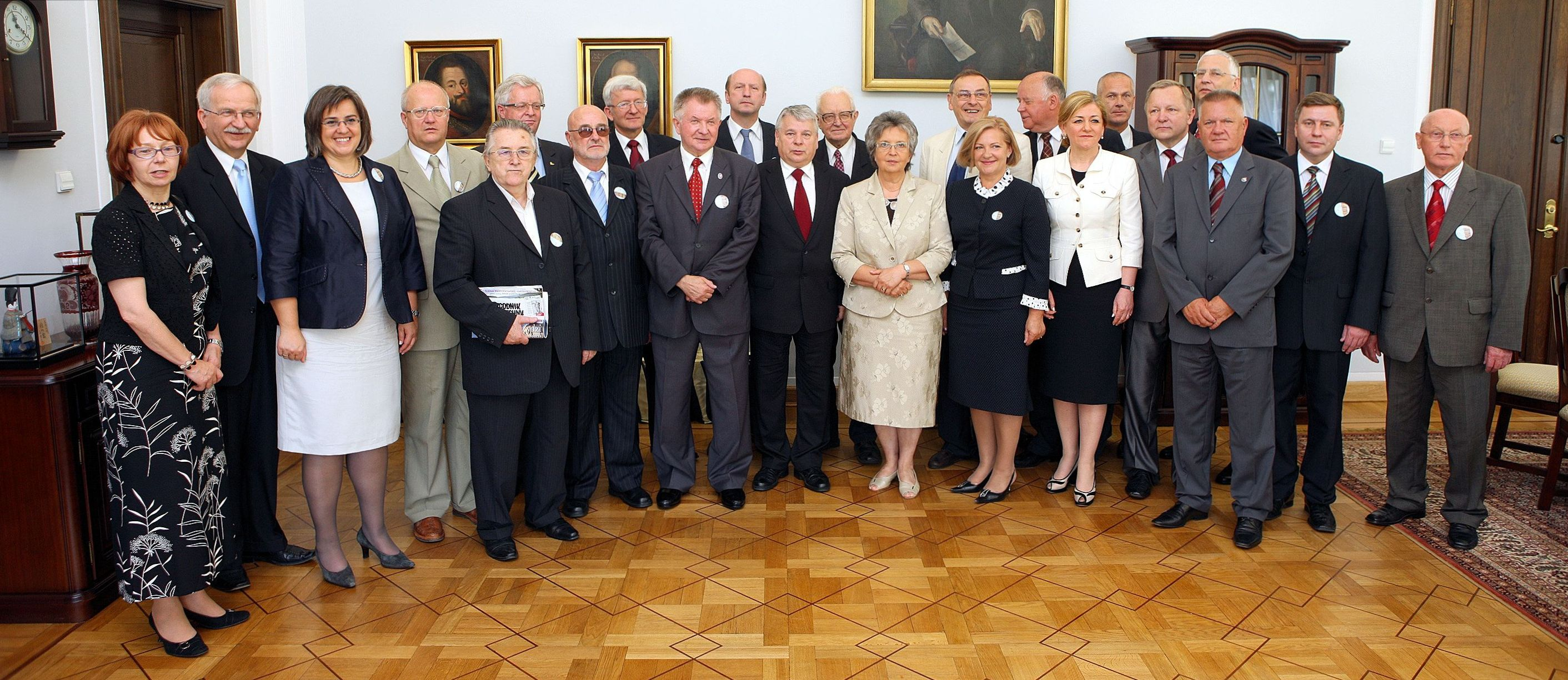
Ao centro, com participantes da celebração do 20.º Aniversário do Senado Renascido, em 2009.

- Cruz papal "Pro Ecclesia et Pontifice" (1991)
- Medalha comemorativa do "13 de Janeiro", da Lituânia (1995)[7]
- Dama da Ordem Equestre do Santo Sepulcro de Jerusalém (1996)
- Grã-cruz da Ordem da Coroa, da Bélgica (1999)
- Grã-cruz da Ordem do Mérito Civil, da Espanha (2001)
- Medalha de Santo Irmão Alberto (2001)[8]
- Cruz de oficial da Ordem da Polônia Restituta (2004)[9]
- Cruz da Liberdade e da Solidariedade (2016)[10]
- Medalha do 100.º Aniversário da Recuperação da Independência (2018)[11]